# パガン王朝

パガン王朝

パガン王朝の支配領域（12世紀）

パガン王朝（パガンおうちょう、ビルマ語: ပုဂံခေတ်）は現在のミャンマーに存在した、ビルマ族最初の王朝である。ビルマ語による年代記（ビルマ語王統史）での雅称はアリー・マッダナ・プーラ（征敵の都）である。首都はパガン。「パガン」とは「ピュー族の集落」を意味する「ピュー・ガーマ」が転訛したものと考えられている。国王が55代続いたと言うことが一連の伝統的な王統史には書かれてあるが、出土品と碑文によってこの論はおおむね否定されている。43代以前の王で唯一碑文に名前が刻まれているのはソー・ヤハンであるが、それでさえも彼が王であったことを実証しているとは言い難い。

## 歴史

### ビルマ族の南下と王権の確立
南詔の尖兵として上ビルマに存在していたピューを征服し、その後イラワジ平野に定住したビルマ族を祖先とする。849年ごろに彼らが都を築いたパガンの地は降水量が少なく、稲作には不向きな土地であったが、米どころであるチャウセー地方（en:Kyaukse District）とミンブー地方（en:Minbu District）の中間点に位置していた。ビルマ族は先住していたピュー族から農耕技術を学び、彼らとの接触によって仏教を知ったと考えられる。
現存する王朝の出土品から初めて実在が確認される、王統史の言う「44代目」のアノーヤター（1044年 - 1077年）が最初の王とされる。アノーヤターは四方に軍を進めて領土を広げ、南方のモン族のタトゥン王国の都モッタマ（現在のタトゥン地区にある）を制圧した際には、モン族の文化を取り込んでビルマ文化の構築に貢献した。また、国内の統制を高めるために密教的な要素の強い大乗仏教僧と見られるアリー僧の排除に取り掛かり、国を上座部仏教本位に変えた。魔力によって民衆に影響を及ぼすアリー僧を弾圧することで、民衆との連帯を強化したのである。アノーヤターの名前が刻まれた磚仏は彼が実在の王であることを示すとともに、その出土地は彼が築城したと王統史に記録される城砦とほぼ一致しており、最初期のパガン王朝の支配領域が推測できる。

### 全盛期
3代目のチャンシッターは、アノーヤター時代の遠征、即位後の下ビルマで起きた反乱の平定やクメール王朝との戦いで活躍した優秀な軍人だった。内政でも灌漑の推進、ビルマ族とモン族の融和によって国内の開発と安定に尽力した。しかし、チャンシッターがアノーヤターの血統に属していないことを推測できる要素が碑文と王統史の両方に存在しており、
おそらくは彼の即位によってアノーヤターの血統は一度途絶えた。ナラトゥーが交易の利権をめぐってのシンハラ王朝の入寇によって戦死した後、その子のナラティンカー（ミンインナラテインカー）が即位するが、碑文にナラティンカーの名前は確認できない。
ナラティンカーの後、アノーヤターの血を引く王子ナラパティシードゥーが即位、王統史にはナラパティシードゥーがクーデターによってナラティンカーを廃位した過程が記録されている。王朝はナラパティシードゥーの元で最盛期を迎える。チャウセー、シュエボー（en:Shwebo Township）で灌漑を実施して生産力を高め、支配領域をマレー半島の付け根にまで広げる。文化においても、ビルマ独自の文化の萌芽が見られるようになった。
ナラパティシードゥーの死後もアノーヤターの血統は保たれるが、チャゾワーの治世から寺領の増加による収入の減少、治安の悪化が国の発展に影を落とす。オウサナーとその子ミンヤンは暗殺者の手によって落命する不幸な最期を遂げ、次のナラティーハパテの治世に王朝の国難が始まる。

### 滅亡
オウサナーの死後、ミンヤンの子であるナラティーハパテが即位した。かつては隆盛を極めたパガン朝であったが、1253年にはビルマ北部にあった大理国がモンゴル帝国の手に落ちたことにより、その存在が脅かされはじめた。過度の寺院への寄進によって財政は悪化し、王家と姻戚関係によって王宮内での影響力を強め、ミンザイン王国（en:Myingyan）に軍事力を有するシャン族の3兄弟、アサンカヤー、ヤーザティンジャン、ティハトゥの台頭が始まった。
1277年に元はパガンに贈った朝貢を求める使者が行方不明であることと、臣従先をパガンから元に乗り換えた金歯族がパガンの攻撃を受けていることを理由に軍を派遣し威嚇攻撃した。その後もナラティーハパテが、元に対し従順を見せなかったため、元は1286年に雲南王フゲチの子である雲南王エセン・テムルを征緬副都元帥として派遣した。翌1287年のパガンの戦いで、ナラティーハパテはパガンを放棄して南ビルマのパテインに逃亡、パガンは陥落し、モンゴル軍撤退の条件として元への朝貢を承諾した。
パガンへの帰還の途上でナラティーハパテは庶子ティハトゥに毒殺され、ナラティーハパテの長子ウザナと庶子ティハトゥも後継者争いで落命、生き残ったナラティーハパテの子チョウスワーが即位した。チョウスワーは元に対して朝貢を行って王位を認められるが、独自に使節を送っていたシャン族のアサンカヤーも元から璽を与えられ支配権を認められていた。また、1281年前後からビルマ南部の港湾都市モッタマで反乱が起きており、1287年にモン族のワーレルーがスコータイ朝の後援によってモッタマにペグー王朝を打ち立てていた。1299年頃、シャン族の3兄弟とナラティーハパテの妃ソウの共謀でチョウスワーは廃位され、その子ソウニッが王に擁立される。
大都に亡命したソウニッの兄弟の要請によって1301年にビルマにモンゴル軍が侵入するが、アサンカヤーは防衛に成功、アサンカヤーの勝利は碑文の記録でも称賛される。3兄弟に擁されたソウニッは実権を有さない名目だけの王であり、1314年にパガン王家に代々伝わる金帯と金盆がティハトゥに送られたことで王朝は名実共に滅亡した。譲位後ソウニッはパガンのミョウザー(地方知事)に任ぜられるが、1369年にその子ウザナ二世が没した時にパガン王家の男子継承者は断絶した。

## 社会

### 民族と身分

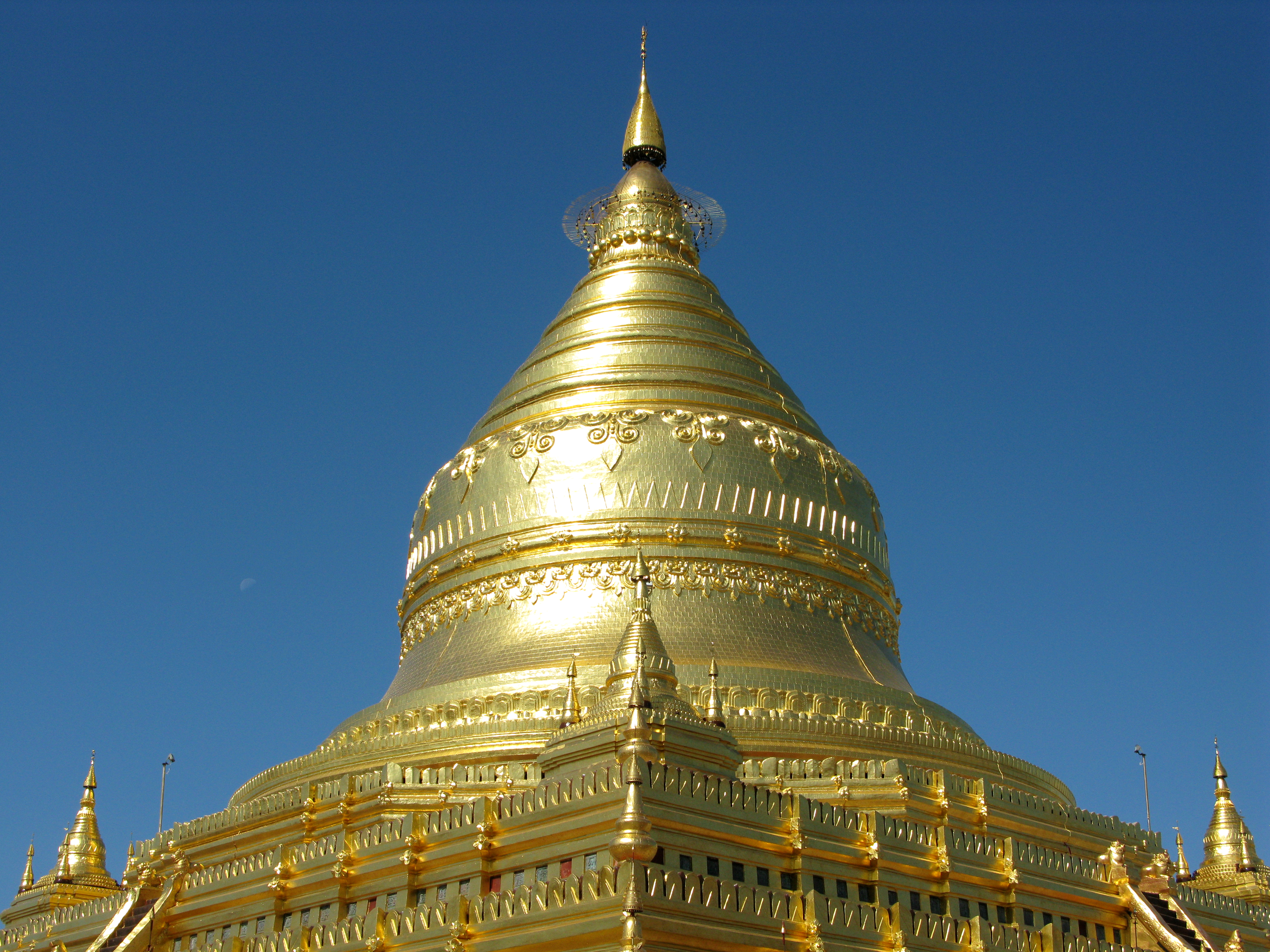
アノーヤター、チャンシッターが建設したシュエズィーゴン・パゴダ

現在のミャンマーの民族構成は、パガン時代の民族構成を原型としている。
主要構成民族はビルマ族を含めた14の民族であり、パラウン族、モン族、シャン族、ワ族、クメール人などが王国内に居住していた。他に先住民族であるピュー族、インドと中国からの移住者も含まれる。
身分は王族、廷臣、一般庶民、仏僧のほか、奴隷で構成されていた。奴隷は個人に使役される奴婢と寺院に寄進された三宝奴隷に大別される。三宝奴隷は功徳を積むという目的上、元々は下層階級と考えられておらず、識字率も10%前後と高かった。彼らが従事する作業は農作業、僧の世話、職人、芸人の4つに分類され、檀家は家族、時には自分自身を奉げて来世の幸福を祈った。彼ら奴隷は三宝奴隷、奴婢奴隷とともに「チュン」と呼ばれ、その子孫は奴隷身分に拘束され、世襲奴隷（タバウ）という身分が新たに形成された。タバウは差別を受けて居住地、就業、婚姻に大きな制限が課され、今世紀のビルマ独立に至ってようやく偏見からの解放が始まった。

### 王権と官制
国王は専制君主でその権力は絶大であったとされ、碑文には王は万物を支配する人物と刻まれる。一方で王は「菩薩」、菩薩の化身として崇められている白象の所有者であるとも見なされた。原則として国王は世襲であり、次代の王に即位するのは先代王の直系の卑属であった。親から子へ王位が渡ることがほとんどであったが、兄から弟へという場合もあり、チャンシッターは孫のアラウンシードゥーを後継者に任じた。
官僚機構の最上位は大臣であり、国政全般を取り仕切った。大臣は国王の信頼が最も厚い者が任ぜられた。大臣は原則として複数であったが、人数は2人から7、8人までの幅があった。これ以外の重要官職は、軍事面では司令官及び各武将や水軍の将、司法官は裁判官及び検察官、書記長及び書記官、地方行政組織各段階の長である郡長・町長・村長、租税面ではカンコウン米を管理する穀倉奉行などがあった。その他、祭祀職として占星術師と婆羅門、侍医がいた。王宮内で国王の身近にあって公私ともに世話をするミンチンとミンセーと呼ばれる男性の役人がいた。

### 行政区画
政府は土地をカルイン（カヤイン）、トゥイク（タイ）、ヌインナム（ナインガン）の3つの地域に区分していた。カルインは王朝が元々領有していた領域であり、生産性の高いチャウセー、ミンブー、タウンビョンに属していた。行政の中心であったが、ビルマ族以外の他民族も混在して居住していた。カルインの周辺に王朝が伸張に伴って獲得した土地であるトゥイクが配され、その外に中央統治が及ばないヌインナムが置かれた。地方の行政区画は村（ルワー）で構成され、大きなルワーが周辺の小さいルワーに影響を行使していた。エーヤワディー川によってパガンと稲作地帯に属するカルインが結ばれ、外部に畑作地帯のトゥイクが置かれているのが、王朝の構図である。そのために王都近辺に農業地帯を持たないパガンにとって大規模な灌漑施設を有する地方の離反は致命的であり、また王朝末期に海洋交易の拠点であるモッタマを失ったことで没落はより顕著になった。シャン族の3兄弟が王朝末期に政治的権力を握ることができた一因には、ナラティーハパテにチャウセーの統治を任じられていたため、食料の供給権を有していたこともある。

### 司法制度
ティンパマやタシパマと呼ばれる裁判官が通常は3名から4名おり、主に王侯貴族から選ばれたが、僧侶が裁判官を兼任した例もあった。民事事件の判決は法典（ダマタッ）が参照された。刑事事件は検事（コー・トウージー）が担当し、判例（アムヌンザー）を基に判決が下された。犯罪者には通常財産刑が課されたが、罪の度合いが甚だしい犯罪、特に盗賊には過酷な刑も科されることがあった。民事訴訟での被告と原告は、法廷では仏典や仏舎利を手に持って宣誓した。訴訟に関する碑文はパガン時代の前半よりも後半の方が多く、訴訟の当事者も国王と出家、国王と庶民、出家と在家など多種多様であった。特に多かった案件は、相続による訴訟事件である。判決が下り事件が解決すると、被告と原告が食用の茶を食べあうのが習慣だった。

## 農業

### 治水
歴代の王にとっての課題は、パガン周辺地域の開拓と治水であった。アノーヤターはチャウセーの灌漑とメイッティーラの治水を行った。チャウセーのパンラウン川とゾージー川に5つの堤と用水路が設置され、ナラパティシードゥーの治世に堤が一つ増設された。アラウンシードゥーとナラトゥーはマンダレーの付近に2つの人造湖を建造し、ナラパティシードゥーはモンとムーで運河の工事を行うが失敗した。

### 用地の開拓
土地の土壌と気候に応じて、低湿地には水田（レー）、高地には庭園（ウイン）、冠水する低地には沖積地（カイン）、水の確保が困難な土地には畑（ヤー）、以上4種の農地が開拓された。さらに水田は冬季栽培用のムインと栽培に雨季の降水が必要なタンに細分された。牛、水牛、馬が耕作に使用され、収穫物は米、ヒヨコマメ、ゴマ、ココヤシ、バナナなど、碑文の記録により現在77種類が判明している。
国が推進した大規模な灌漑、国内で流行していた仏教建築は王都の土壌に変化をもたらした。ビルマ史家ハーヴェイは王朝滅亡の一因にパガンからの人口流出を挙げ、それには土壌の変化が深く関わっていたことを指摘した。仏塔の建築に要する煉瓦の燃料となる木材の乱伐、チャウセーでの大規模な灌漑によってパガンの土壌は建設当時以上に痩せており、モンゴルによる破壊と共に食糧の供給量が減少したことで、王都の人口流出が進んだとしている。
農業がおこなわれていた範囲について、ビルマ史家タントンは王朝全体の農地の面積を8.8万ヘクタールから44万ヘクタールと計算し、英領化された直後である1892年当時のビルマ全体の農地面積（3640000ヘクタール）の40分の1から8分の1ほどの広さだった。しかし、その多くは寺院の私領地であり、寺領が増大する王朝後期は税収の減少が問題となる。そのためチャゾワーなどの王たちは寺領への課税を試みたが、寺院の反対によって失敗に終わっている。

## 経済
9世紀まで存在していたモン族の国家とは異なり、パガン王朝に鋳造貨幣は存在しなかった。奴隷、象、馬、舟などを代価として物々交換が行われ、時には金、銀、銅などの金属の重量によって商取引が成立した。取引の対象となったのは主に土地と奴隷、家畜であり、奴隷の価格は年齢と性別によって異なり、土地取引については、カルインが多く含まれるチャウセー、ミンブーの地価は高く、トゥイクは安かった。取引の際には立会人が必要とされ、契約が成立した後は立会人とともに飲酒肉食をする習慣が存在した。

## 文化

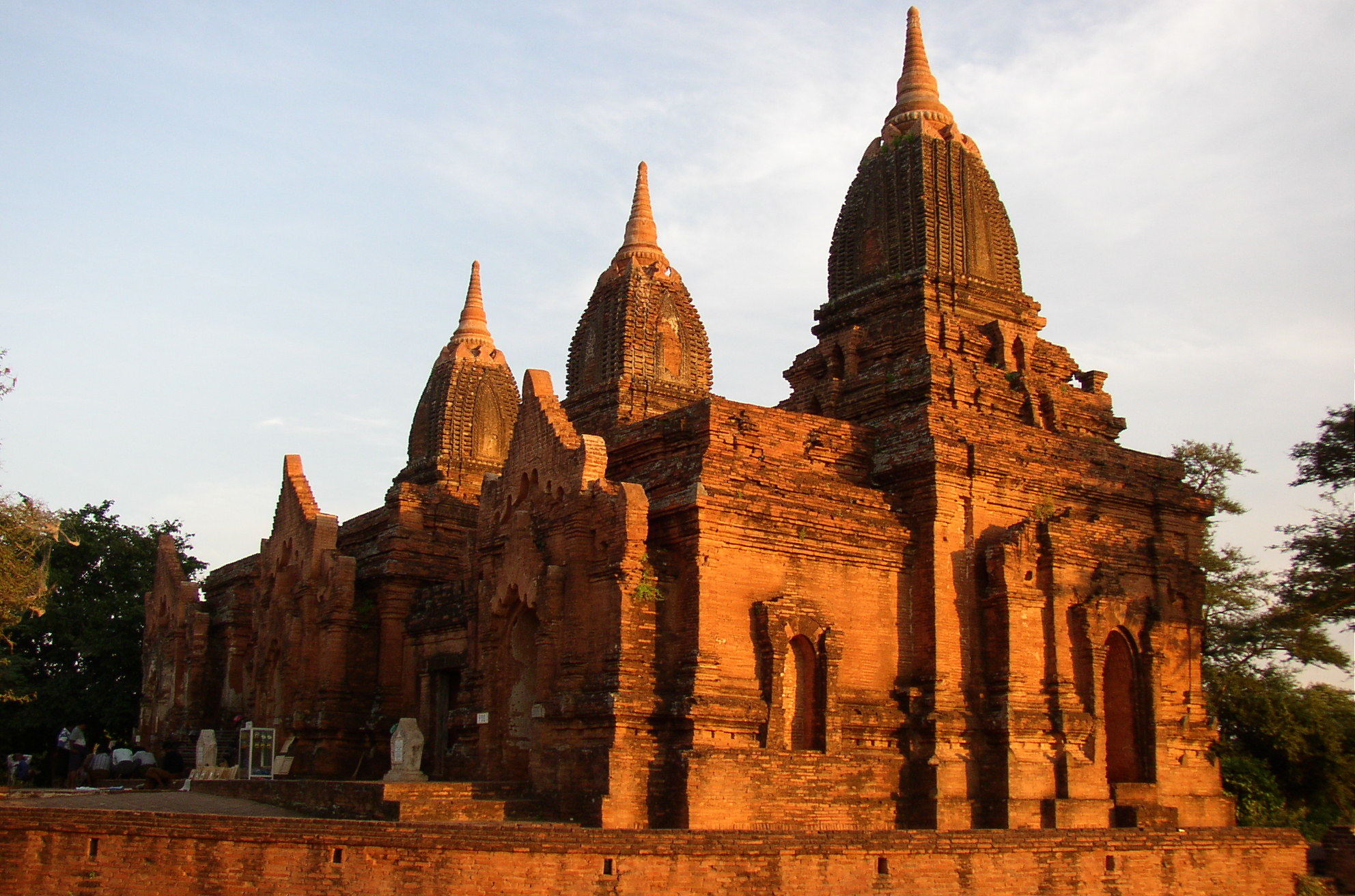
パヤートンズー寺院

### 宗教
パガン王朝の国教は上座部仏教である。アノーヤターはタトゥンから招聘した高僧シン・アラハンによって上座部仏教に改宗するとともに、民衆に影響力を持つアリー僧を強制的に還俗させた。アノーヤターがタトゥンに進攻した理由について史料は経典と仏舎利を入手するためと伝えるが、研究者の中には宗教的理由に疑問を呈する意見もある。1190年に留学を終えてセイロン島から帰朝したタラインの仏僧チャパタが創設した南伝系の大寺派が、王朝の国教に据えられた。チャパタの死後に大寺派は三つに分かれ、タトゥンに起源を持つ上座部仏教の一派とともに、いずれの宗派も在家信者への布教活動に熱心だった。伝道活動は陸路と河川路の両方を経由してタイ、ラオス、カンボジアまでわたり、今日の東南アジアにおける上座部仏教の地位を形成した。
上座部仏教以外に大乗系、密教系、ヒンドゥー教も王朝の宗教として併存しており、上座部仏教とそれらの宗教の違いは明確に認識されていなかった。住民にはナーガ信仰を持つものも多く、宮廷行事には、ヒンドゥー教の占星術師、バラモン僧が参画していた。上座部仏教を導入したアノーヤターは大乗仏教寄りの信仰の持ち主であり、アノーヤターの名が刻まれた観音像が多く発掘されている。チャンシッターの治世まで大乗仏教、密教、ヒンドゥー教はパガンで広く受け入れられ、王朝末期の1255年に王妃タンブーラによって建立されたパヤートンズー寺院には密教的な要素の強い壁画が描かれた。
13世紀以降には、密教的な要素の強いアラニャ僧団が勢力を拡大する。森の中で活動する出家僧の集団を母体としており、マハーカサッパの元で勢力を拡大した。王朝滅亡後の1388年の碑文には、マハーカサッパがナンダウンミャーの病を治癒したことで王から財宝と土地を寄進された伝説が記されている。1240年代にチャウセー地方に進出、1247年から1272年かけてシュエボー、チンドウィン一帯の土地を購入して寺領を増やした。彼らは土地購入の契約締結はもちろんのこと日常においても飲酒、肉食を行い、その習慣は上座部仏教には受け入れがたいものであった。アラニャ僧団領の増加による収入減に対処するため、チャゾワーはセイロン島の仏教界と協調した宗教活動によってアラニャ僧団の弱体化を図ったが、マハーカサッパの死後もアラニャ僧団の教えは広まり、パガン滅亡後にビルマ仏教界の一大勢力となる。

### 建築
パガン王朝時代に建築された寺院仏塔は、ビルマ芸術の頂点と言われている。特にこの時代は大型寺院の建築技術に著しい発展が見られ、シュエズィーゴン・パゴダは後世に建造された仏塔の基本形となった。ピュー族の文化から受け継いだ迫持工法によるアーチ建築が特徴であり、ナラパティシードゥー以降は明るい色彩の窟院、仏塔が建てられるようになった。
王侯貴族などの富裕層は来世の幸福を願って功徳を積むため、宗教施設の建設と三宝への寄進を盛んに行った。寺院の建立には多額の費用が掛かり、1196年にナラパティシードゥーが建立した仏塔は一基あたり44027チャッ（Tyat、現在もミャンマーの通貨単位に名前を残す）の銀が払われた。成人男子の奴隷1人の価格は銀20チャッから25チャッであり、仏塔の建立に奴隷2200人と同じ支出を要した計算になる。別の碑文には、窟院の建設費用は施設一式を含めて20000チャッが払われたこと、仏像、窟院、僧院、塀の一式を建造するのに銀10000クラヤブ（165000グラム、奴隷300人超）の出費があったと書かれる。そして建築事業に従事する労働者が報酬として支払われる銀、衣服、食料を求めてパガンに多く流入した。
家屋の素材は身分によって異なり、高位の者は木造の邸宅に住み、一般民衆はニッパヤシ、茅葺の屋根、竹壁の家に住んでいた。煉瓦は仏教建築にのみ許される特別な建材であり、建築面における聖俗の線引きが、民衆の信仰を固くする一因となったとも言われる。

### 文字、文学
アノーヤター時代の碑文にはサンスクリット文字のみが使用され、次代のソウルーの時代の文字はパーリ語が使われた。アラウンシードゥーの時代はサンスクリット文字とパーリ語が使用され、ビルマ文字が主流となるのはナラパティシードゥーの治世を待たなければならない。モン族が使用していた文字はチャンシッターの治世に頻繁に使用され、このことは彼がモン族の縁者であったことを示唆している。ナラパティシードゥー以後の碑文の多くはビルマ文字で記され、サンスクリット文字、パーリ語、モン文字は次第に使われなくなった。パガン時代のビルマ文字は表記が定まらず、形も不規則であった。1112年に製作されたミャ・ゼーディー（グーピャウンジー）碑文は四面にそれぞれビルマ語、モン語、パーリ語、ピュー語で王の功徳が記されており、エジプトのロゼッタ・ストーンに例えられることもある。
仏教聖典を元にしたビルマ文学はパガン王朝を原点とし、碑文にはビルマ文字による散文も記された。「リンガー」という、4音1行の韻文が誕生したのもこの時代である。

### 芸能、絵画
祈願の時には楽器が演奏され、歌唱と踊りを専門とする者もいた。当時の楽器は太鼓、シンバル、ラッパ、角笛などがあり、奏者は三宝奴隷が主であったが、楽器の演奏を生業とする芸人も存在していた。彼ら芸人の姿は寺院内の仏教壁画でも確認することができる。仏教壁画は寺院内部の定位置に描かれ、テーマは仏教にまつわる事象の他に鳥獣、植物の模様、幾何学模様などが主だった。王朝末期のチャンシッター・オンミン内部の壁画には、ビルマに襲来したモンゴル軍と元朝の大ハーンクビライの姿を描かれており、危機に瀕していた当時の王朝の様子がうかがえる。

## 外交
国土を接するクメール王朝としばしば争い、アノーヤター時代より支配下に置いていたサルウィン河口域を介してタイの北中部と交易を行った。セイロン島とは王朝南部の港湾都市を通じて経済と宗教において交流を持っており、12世紀末からは仏僧の相互派遣による仏教知識の伝達が活発になった。セイロンの王朝とは時に対立することもあり、セイロンの年代記『大史（マハヴァムサ）』はナラパティシードゥーがセイロン商人と駐在官を排除したことを記録する。セイロン商人と駐在官は投獄もしくは追放され、セイロン商船への補給の停止、象の輸出の禁止を実施したパガンに対して、セイロンは報復としてパガンの村落を破壊し、住民を誘拐して奴隷とした。僧侶を介した交渉によって両国の関係は修復されたと『大史』は説明するが、ビルマ語年代記にセイロンとの抗争は記録されていない。
中国の漢籍史料では蒲甘と表記され、北宋の時代に中国と接触を持った。景徳元年（1004年）に三仏斎（シュリーヴィジャヤ王国）、大食（アラビア）の使節と共に入朝したことが1225年に成立した『諸蛮誌』に記され、崇寧5年（1106年）に再び朝貢した際の記録は『諸蛮誌』以外に『宋史』『文献通考』にも残る。1106年の朝貢当時、以前とは異なり大国に成長しているため、他の小国と同じように扱ってはならず、アラビア、ベトナムなどの大国と同等の応接をするべしとの通達が尚書省から出された。

## ギャラリー

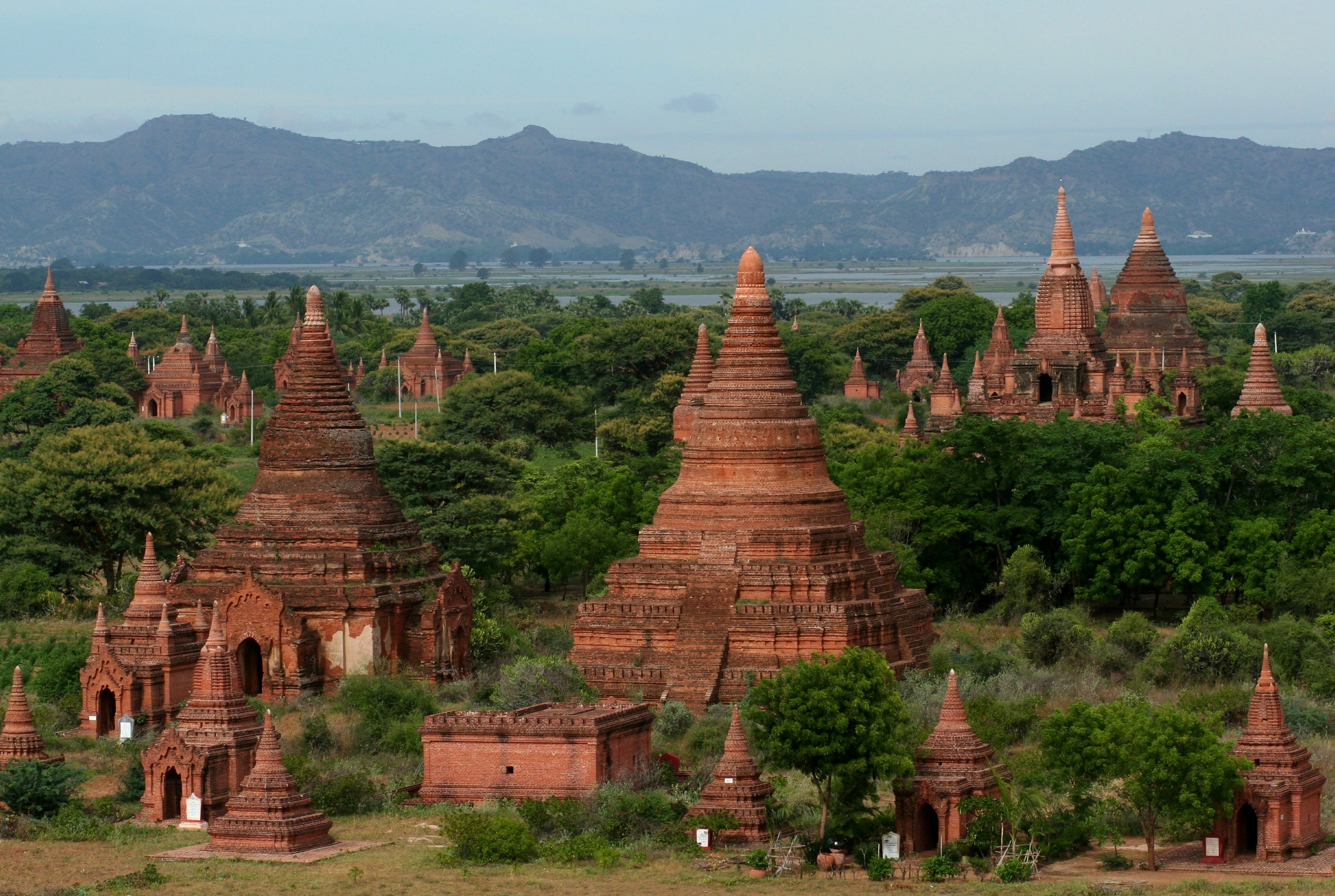
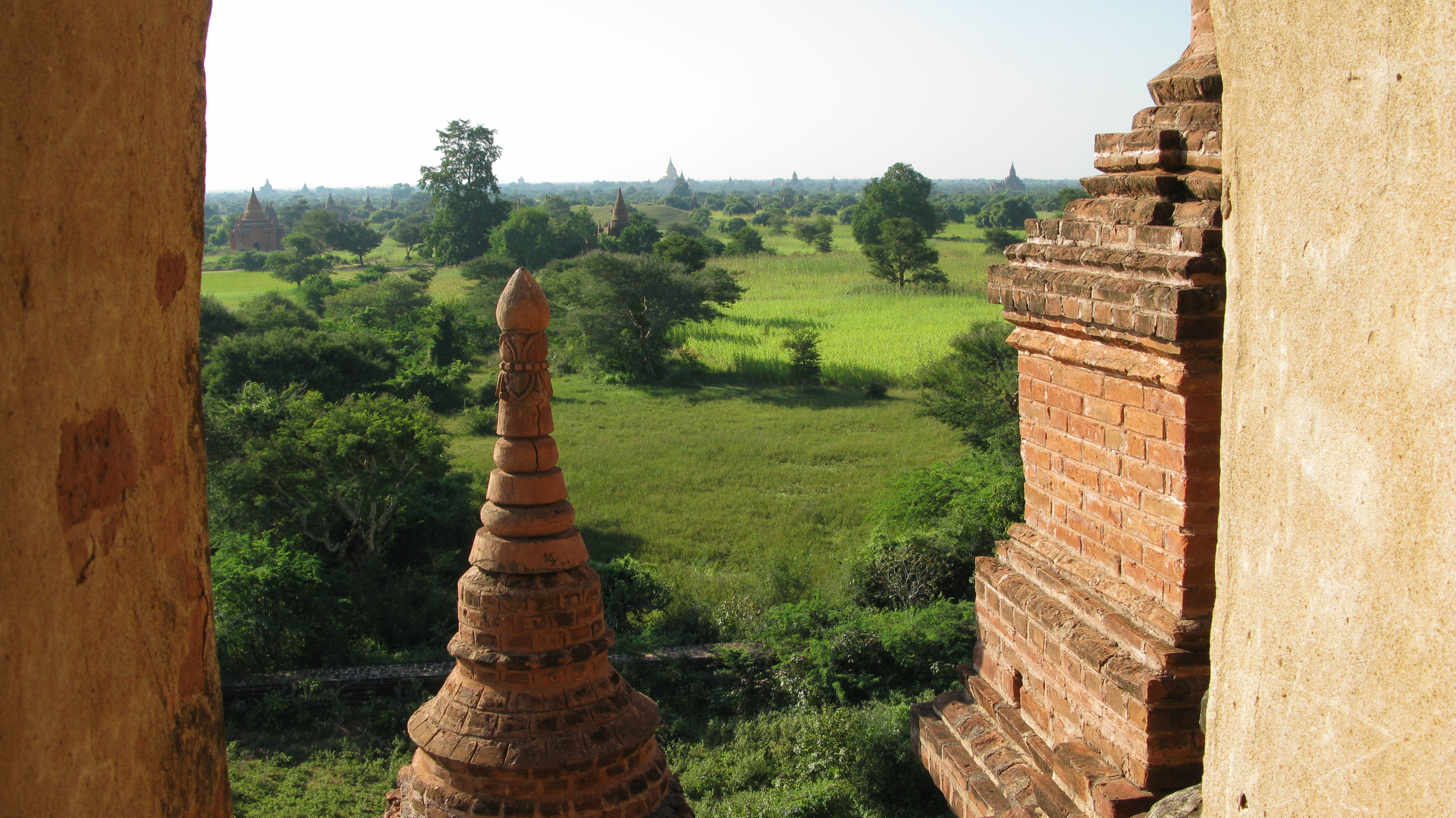
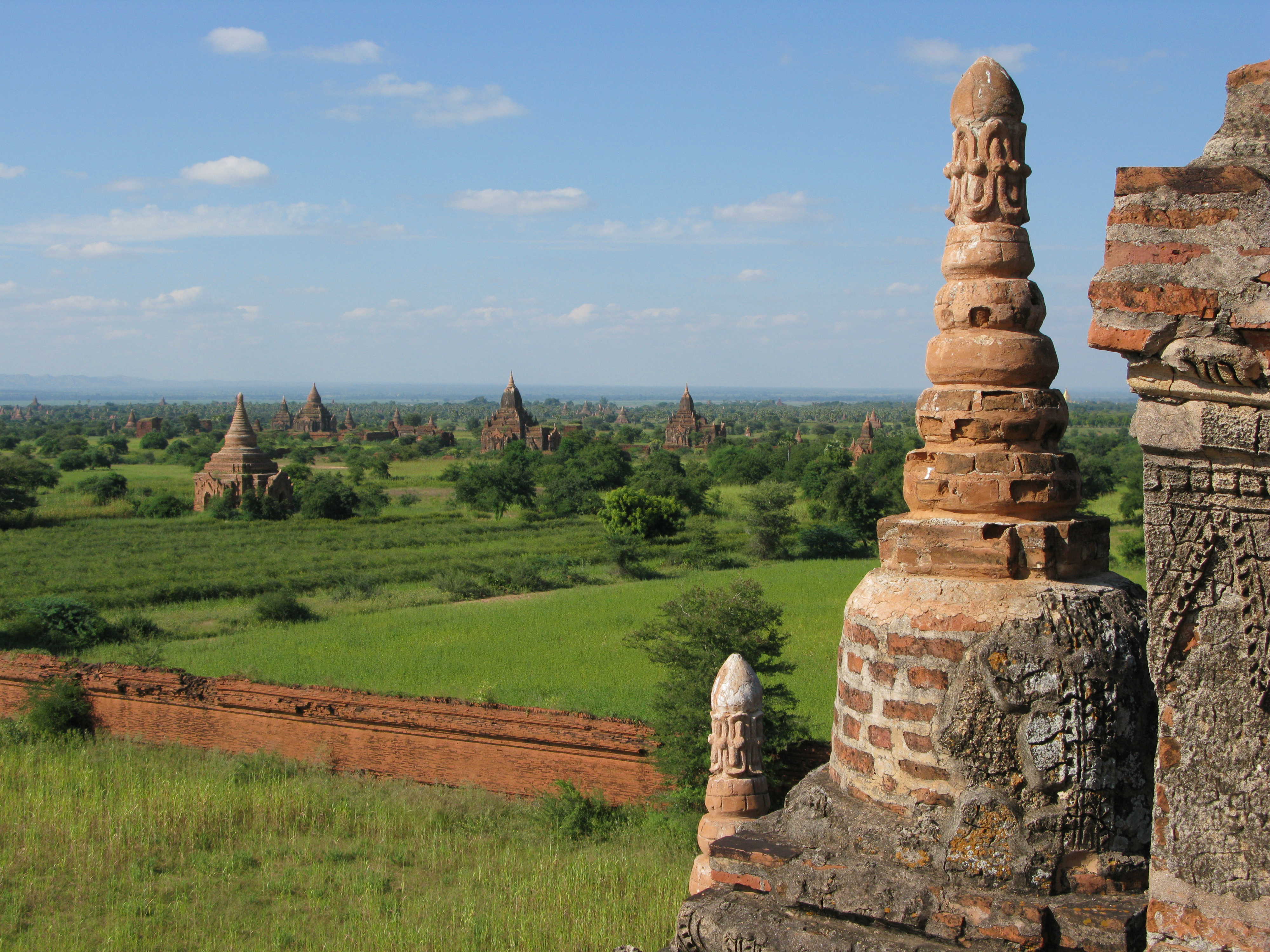
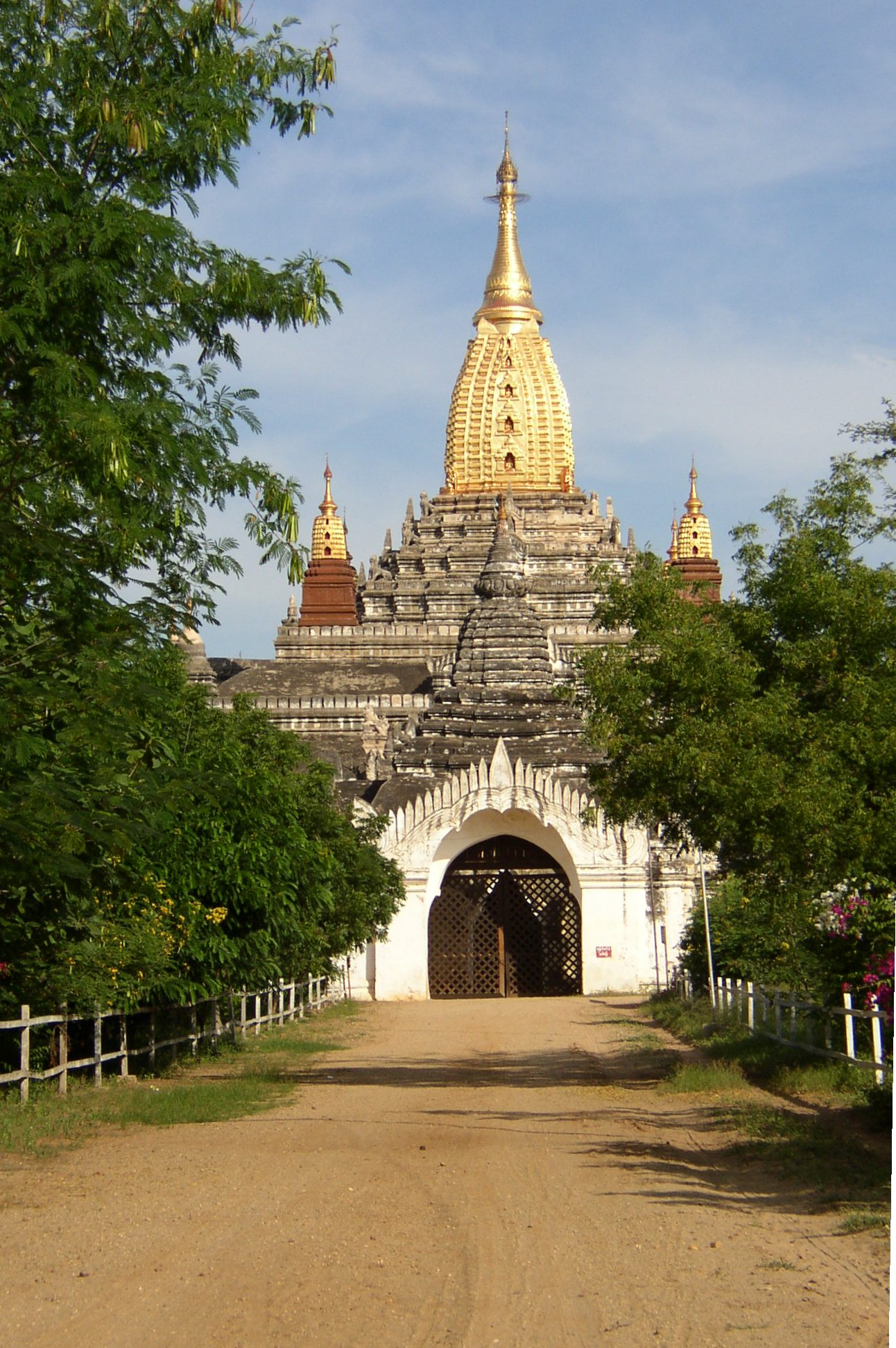
アーナンダ寺院（1091年建立）
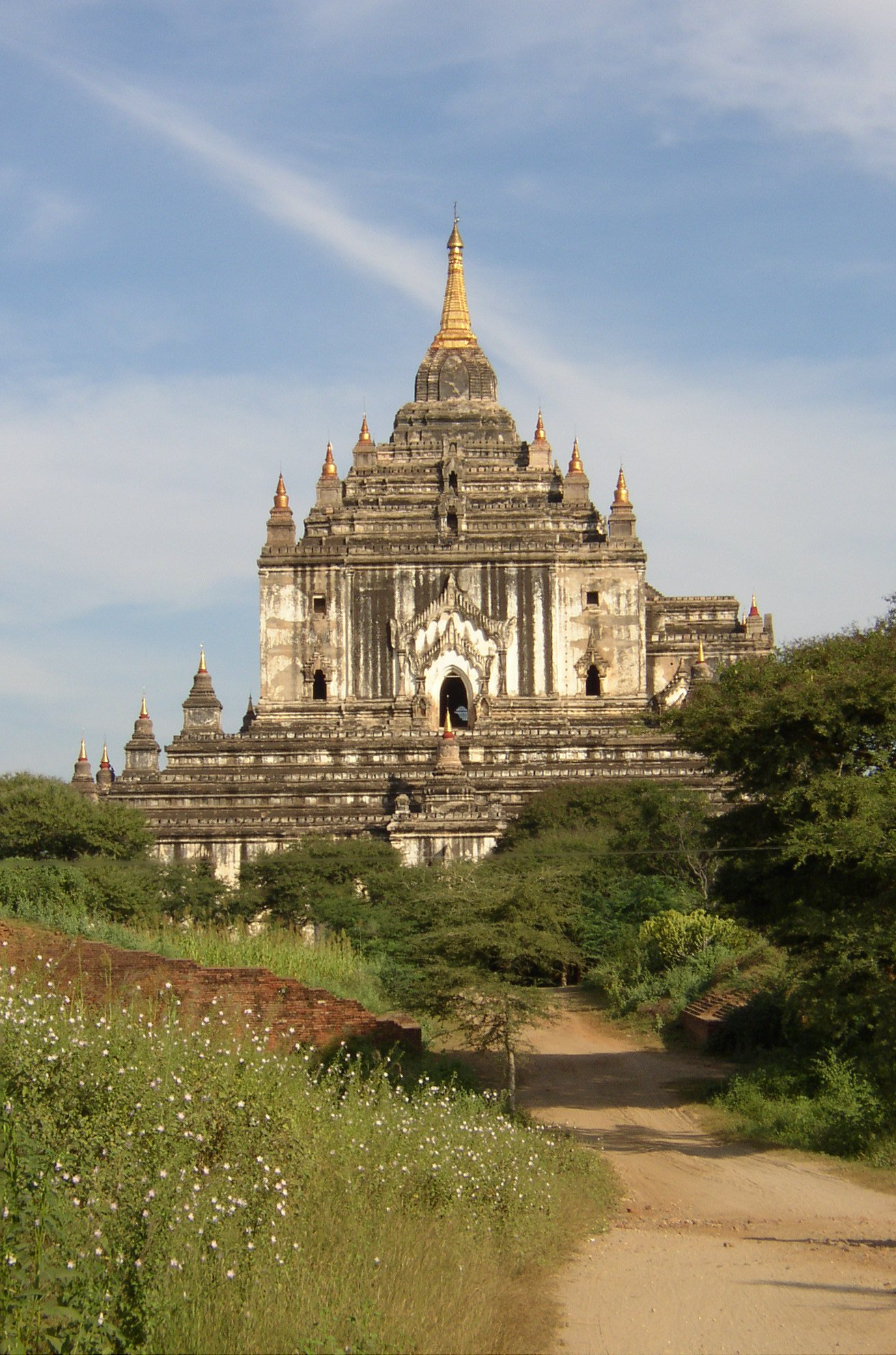
タッビンニュ寺院（アラウンシードゥーによって建立）
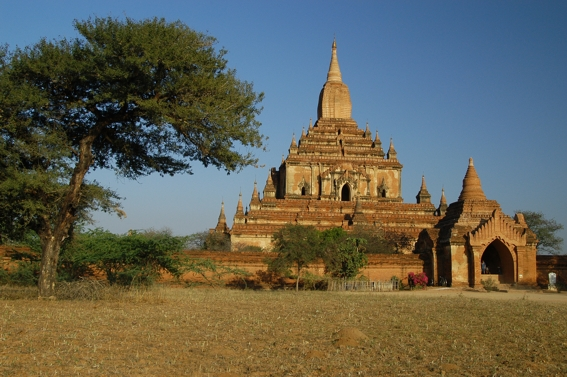
スーラーマニ寺院（1183年建立）
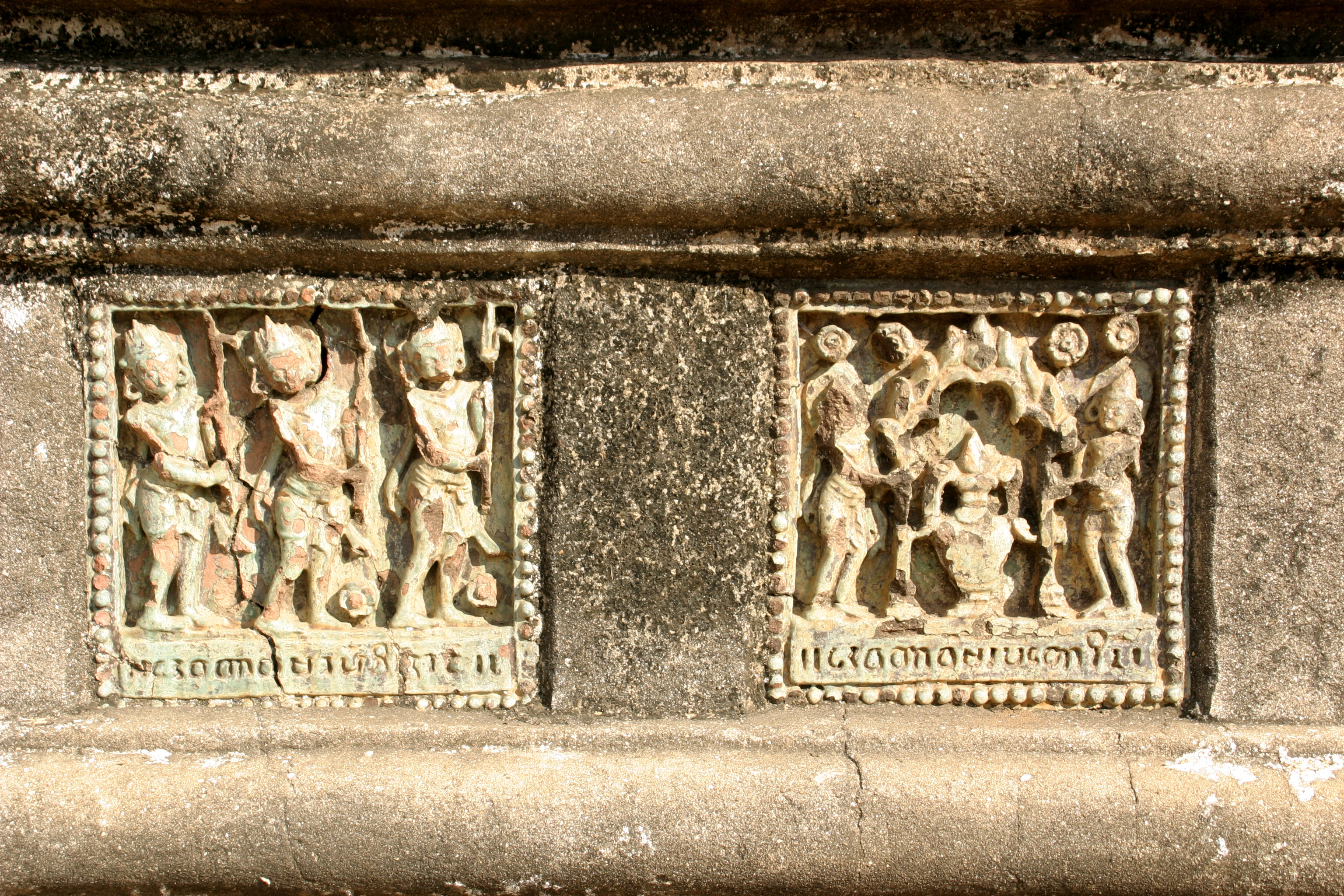
アーナンダ寺院のレリーフ
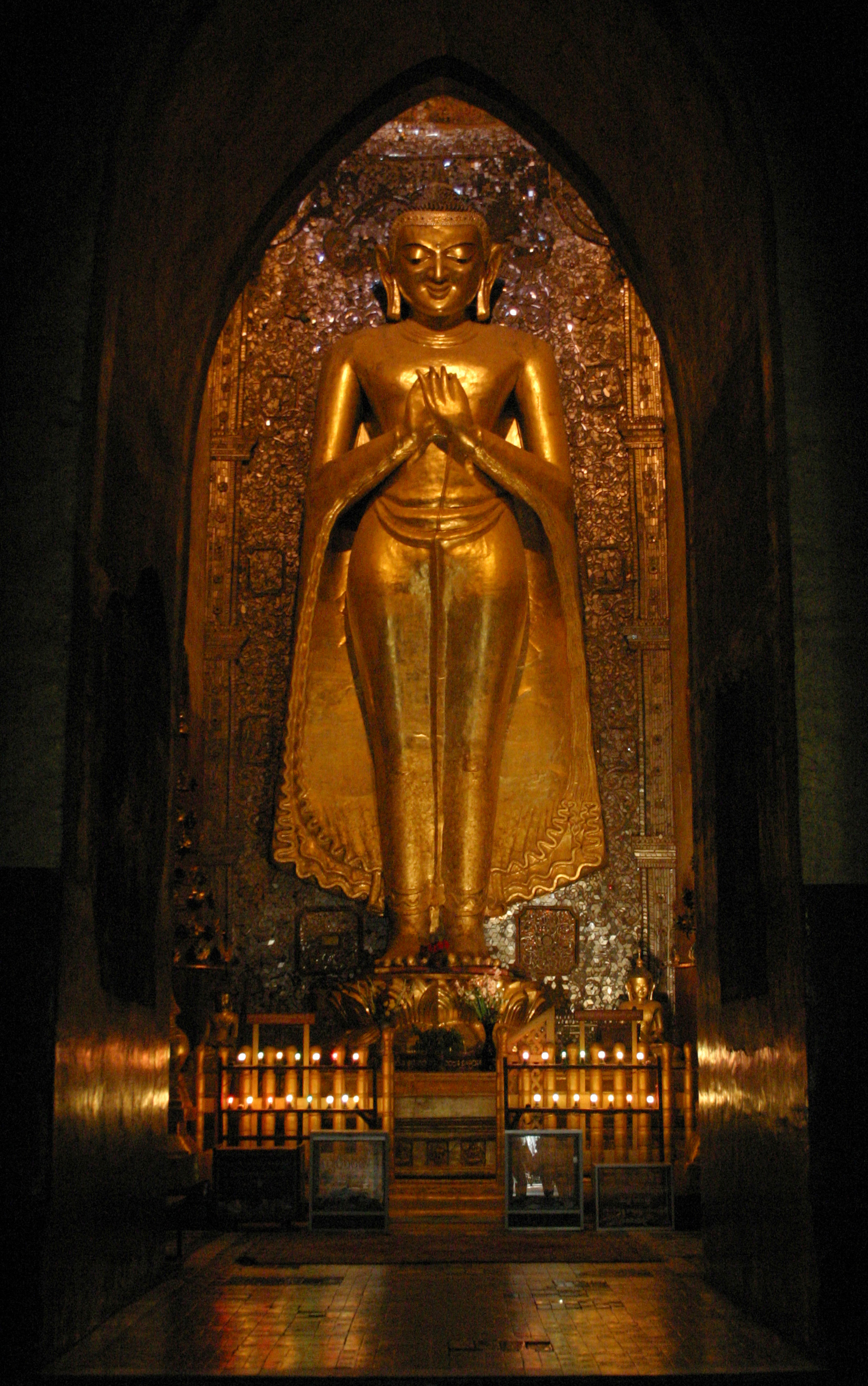
アーナンダ寺院内の仏像
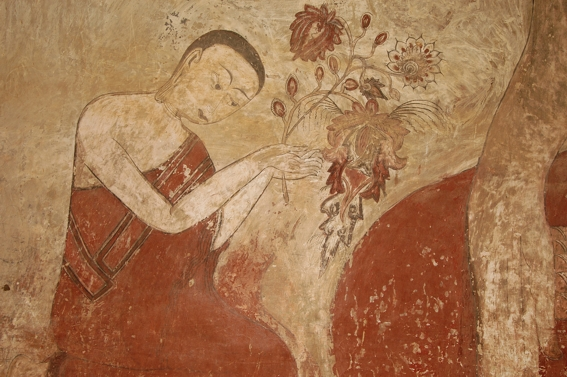
仏教壁画
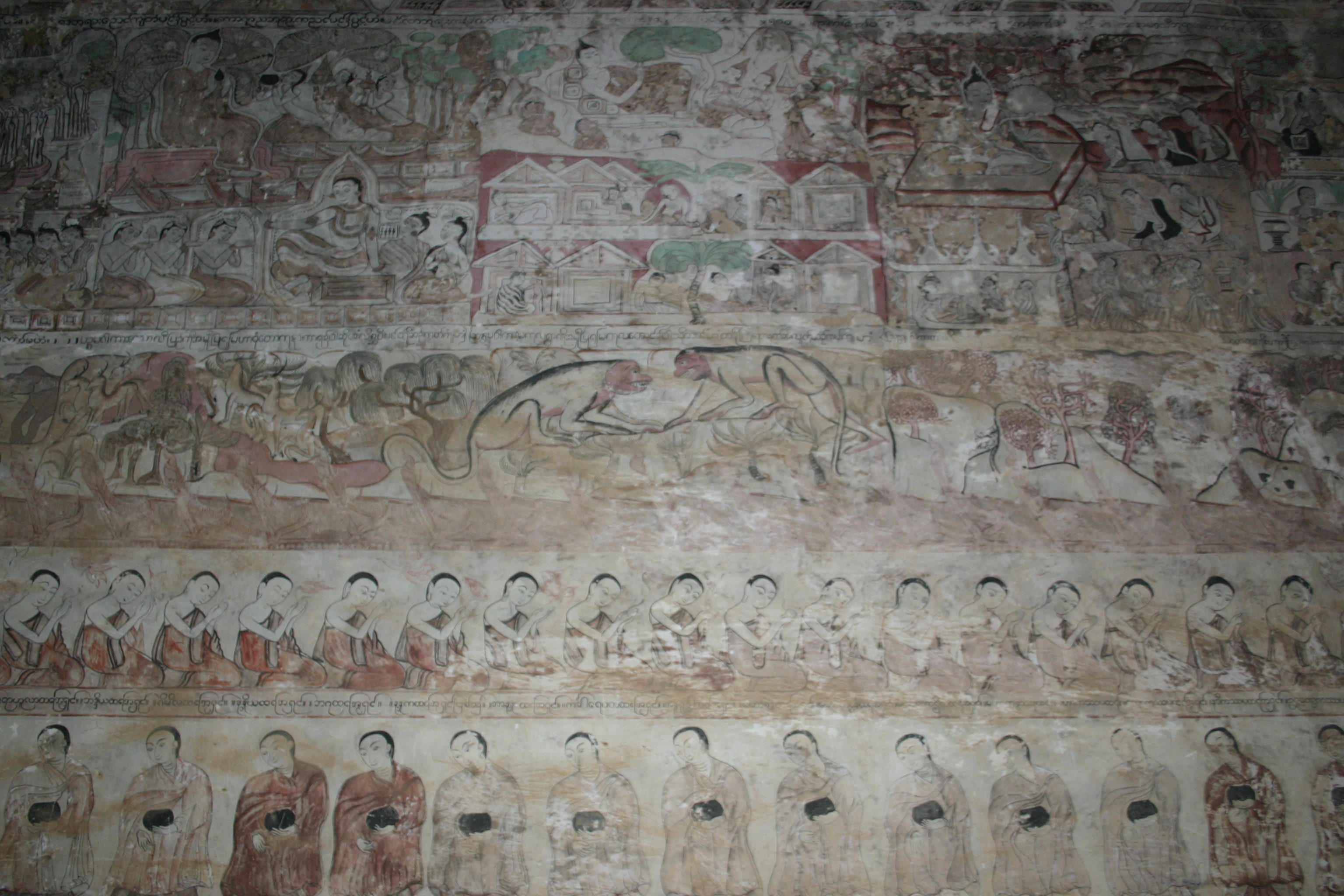
スーラーマニ寺院内の仏教壁画

## 歴代君主

### 実在が確定していない王
（G.E.ハーヴェイ『ビルマ史』、556-559頁　を元に作成）
1. ピューソウティ（167年 - 242年）
2. ティミンイン（242年 - 299年）
3. インミンパイ（299年 - 324年）
4. パイティンリ（324年 - 344年）
5. ティンリチャウン1世（344年 - 387年）
6. チャウントゥイッ（387年 - 412年）
7. ティタン（412年 - 439年、439年から494年の間、王位簒奪者が対立王として即位）
8. タラムンピャ（494年 - 516年、ティタンの孫）
9. タイタイン（516年 - 523年）
10. ティンリチャウン2世（523年 - 532年）
11. ティンリパイ（532年 - 547年）
12. カンラウン（547年 - 557年）
13. カンラッ（557年 - 569年）
14. トゥンタイ（569年 - 582年）
15. トゥンピッ（582年 - 598年）
16. トゥンチッ（598年 - 613年）
17. ポパ・ソウラハン（613年 - 640年）
18. シュウェ・オンティ（640年 - 652年）
19. ペイトン（652年 - 660年）
20. ペイタウン（660年 - 710年）
21. ナクウェ（710年 - 716年）
22. ミンチウェ（716年 - 726年）
23. テイナ（726年 - 734年）
24. テインクン（734年 - 744年）
25. シュウェラウン（744年 - 753年）
26. トゥントウィン（753年 - 762年）
27. シュウェマウ（762年 - 785年）
28. トゥンルッ（785年 - 802年）
29. ソウキンニッ（802年 - 829年）
30. ケル（829年 - 846年）
31. ピンビャ（846年 - 878年）
32. タンネッ（878年 - 906年）
33. サレ・ナクウェ（906年 - 915年）
34. テインコ（915年 - 931年）
35. ニャウン・ウ・ソウラハン（931年 - 964年）
36. クンソウ・チャウンピュー（964年 - 986年）
37. チーソ（986年 - 992年）
38. ソッカ・テ（992年 - 1044年）

### アノーヤター以後
1. アノーヤター（1044年 - 1077年）
2. ソウルー（1077年 - 1084年）
3. チャンシッター（1084年 - 1113年）
4. アラウンシードゥー（1113年 - 1165年）
5. ナラトゥー（1165年 - 1170年）
6. ナラティンカー（1170年 - 1173年）
7. ナラパティシードゥー（1173年 - 1210年）
8. ナンダウンミャー（オウサナー、ティーローミンロー）（1210年 - 1234年）
9. チャゾワー（1234年 - 1250年）
10. オウサナー（1250年 - 1255年）
11. ナラティーハパテ（1255年 -  1287年）
12. チョウスワー（1287年 － 1299年）
13. ソウニッ（1299年 － 1314年）

パガン朝は、ナラティーハパテが元に降伏した1287年をもって事実上滅亡した。史料によって王名の表記と在位年はそれぞれ異なるが、ここでは『出生票集王統史』に準拠する。

## パガン王朝に関する史料

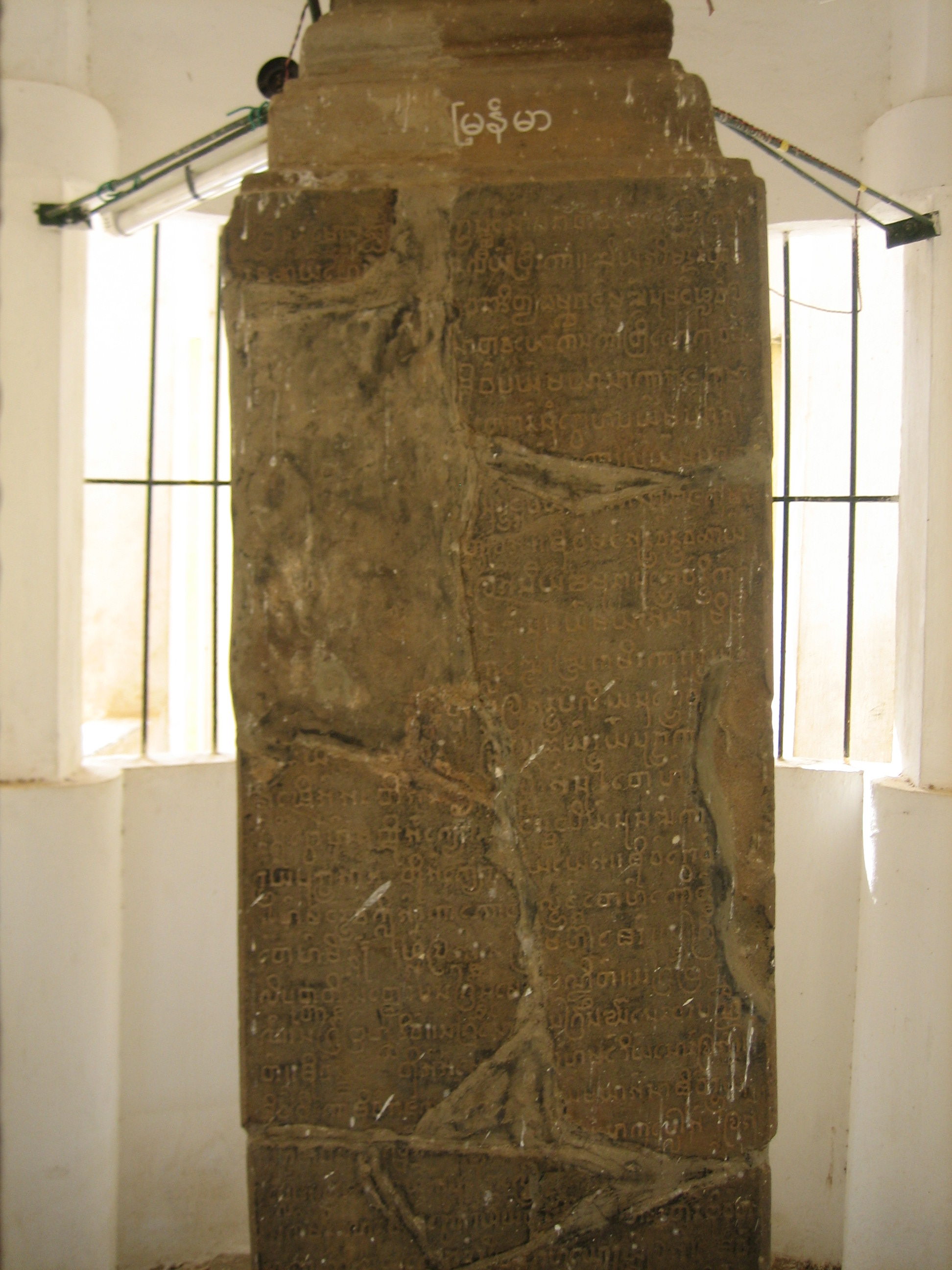
ミャ・ゼーディー碑文

パガン王朝の姿を現在に伝える史料としては、寺院が壁画に記録した墨文と寺院に奉納された碑文、そしてビルマ語で書かれた王統史の手写本がある。前者2つは信憑性が高い反面記録が断片的であり、後者は客観性と編纂された年代が遅い点に問題がある。

### 主要ビルマ語王統史
- 『普遍王統史（ヤーザウインジョー）』 1502年に僧侶テイーラウンタによって編纂された、現存する最古の王統史[80]。パガン王朝に関する記述は少なく、王名の一覧だけにとどまる。
- 『出生票集王統史』 1678年 - 1698年の間に編纂された[81]、歴代国王の生没年、即位年の一覧表。
- 『大王統史（マハー・ヤーザウインドージー）』 1724年にウー・カラーによって編纂された。
- 『玻璃王宮大王統史（フマンナン・マハー・ヤーザウインドージー）』 1829年にコンバウン王パジードーの命で編纂された。